# Syllis brevicirrata
Syllis brevicirrata är en ringmaskart som beskrevs av Terry T. McIntosh 1908. Syllis brevicirrata ingår i släktet Syllis och familjen Syllidae. Inga underarter finns listade i Catalogue of Life.